# 埃库谢
埃库谢（法語：Écouché，法語發音：[ekuʃe] ⓘ）是法国奥恩省的一个旧市镇，位于该省中部，属于阿让唐区。2016年1月1日，埃库谢和相邻的另外5个市镇合并为新市镇埃库谢莱瓦莱（Écouché-les-Vallées），并成为政府驻地。

## 地理
埃库谢（48°43'4"N, 0°7'29"W）面积5.22 平方千米，位于法国诺曼底大区奧恩省，该省份为法国西北部内陆省份，北起顺时针与卡爾瓦多斯省、厄尔省、厄尔-卢瓦省、萨尔特省、马耶讷省和芒什省接壤。
与埃库谢接壤的市镇（或旧市镇、城区）包括：古莱、卢塞。

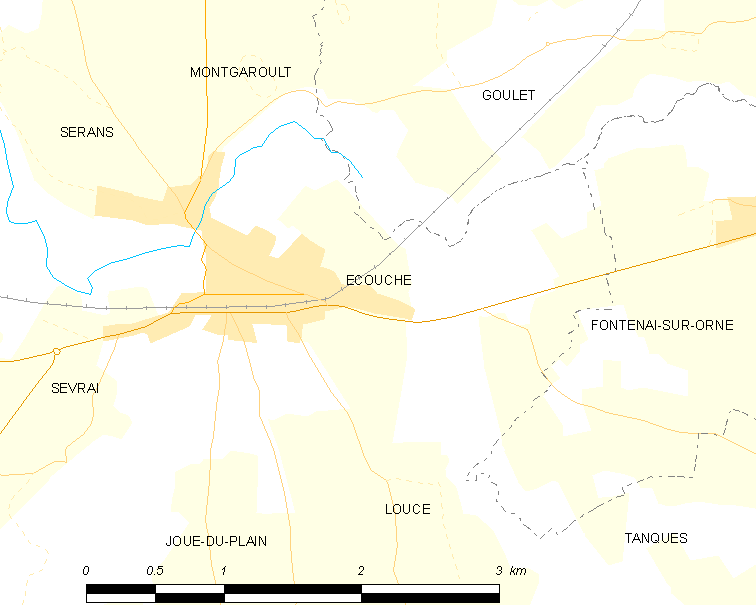
埃库谢的OSM定位图

埃库谢的时区为UTC+01:00、UTC+02:00（夏令时）。

## 行政
埃库谢的邮政编码为61150，INSEE市镇编码为61153。

## 政治
埃库谢所属的省级选区为马尼勒代塞尔县。

## 人口

1962-2008年间埃库谢人口变化图示

埃库谢于2018年1月1日时的人口数量为1268人。